# Jorge Wilstermann

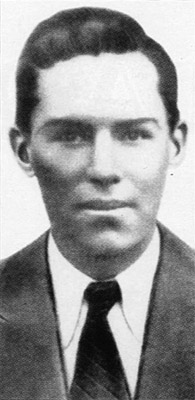
Jorge Wilstermann

Jorge Wilstermann Camacho (* 23. April 1910 in Punata; † 17. Januar 1936) war der erste bolivianische Berufspilot. Wilstermann war das Kind des deutschstämmigen Karl Wilhelm Wilstermann Junge und seiner Frau Delfina Camacho. Der Sohn eines Mechanikers, der für Lloyd Aéreo Boliviano arbeitete, interessierte sich für die Luftfahrt und wurde der erste Pilot Boliviens. Jorge Wilstermann starb 1936 bei einem Flugzeugunfall auf der Strecke Cochabamba–Oruro mit seinem Junkers-Flugzeug. Sein Freund und damaliger Chef des Lloyd Aéreo Boliviano, Wálter Lemm, beantragte, dass der Name des örtlichen Flughafens in Cochabamba und der Name des örtlichen Fußballvereins (der von in der Luftfahrt tätigen Personen, die für den Lloyd Aéreo Boliviano arbeiteten, gegründet wurde) ihm zu Ehren in Jorge Wilstermann umbenannt wird.